# Иззи Стрэдлин
Иззи Стрэдлин (англ. Izzy Stradlin; настоящее имя Джеффри Дин Исбелл, англ. Jeffrey Dean Isbell; род. 8 апреля 1962, Лафайетт, Индиана, США) — американский музыкант и автор песен. Наиболее известен как гитарист и один из основателей группы Guns N’ Roses, игравший в ней со дня основания в 1985 году до 1991 года. После ухода из группы он основал собственную группу Izzy Stradlin and the Ju Ju Hounds для одного альбома и тура. С 1998 года Стрэдлин выпустил десять сольных альбомов, последние шесть независимо. В 2012 году он был включён в Зал славы рок-н-ролла как участник Guns N’ Roses.

## Жизнь и карьера

### Ранняя жизнь
Стрэдлин родился под именем Джеффри Дин Исбелл в Лафайете, штат Индиана. Его отец был гравером, а мать работала в телефонной компании; они развелись, когда ему было восемь. О своем родном городе Стрэдлин позже сказал: «Там было здорово расти. Там есть здание суда и колледж, река и железнодорожные пути. Это маленький городок, так что делать было особо нечего. Мы катались на велосипедах, курили травку, попадали в неприятности—на самом деле это были довольно Бивис и Баттхед»
Стрэдлин уже в раннем возрасте проявил интерес к музыке; к восьми годам его любимыми музыкантами были Боб Дилан, Pink Floyd, Элис Купер и Led Zeppelin. Его самым большим музыкальным влиянием была бабушка по отцовской линии, которая играла на барабанах в свинг-джаз-бэнде со своими друзьями. Вдохновленный, Стрэдлин уговорил родителей купить ему барабанную установку.
В старших классах Стрэдлин основал группу вместе со своими друзьями, одним из которых был певец Уильям Бейли, позже известный как Эксл Роуз. Стрэдлин вспоминал: «В старших классах мы были длинноволосыми парнями. Ты был либо спортсменом, либо наркоманом. Мы не были спортсменами, поэтому в конце концов стали тусоваться вместе. Мы играли в чехлы в гараже. Там не было клубов, в которых можно было бы играть, поэтому мы никогда не выходили из гаража». Несмотря на свое отвращение к школе, Стрэдлин окончил её в 1980 году со средним баллом D, единственный член группы Guns N' Roses с дипломом средней школы. Начав музыкальную карьеру, он впоследствии переехал в Лос-Анджелес, штат Калифорния.

### 1980—1984: Начало
Вскоре после приезда в Лос-Анджелес Стрэдлин присоединился к панк-группе Naughty Women. Во время его злополучного первого выступления с группой зрители начали нападать на музыкантов: Стрэдлин вспоминал: «Я просто схватил подставку для тарелок и стоял в стороне, пытаясь отбиться от них, крича: „Убирайтесь от меня, черт возьми!“ Это было его первое знакомство с рок-сценой в Лос-Анджелесе». За его двухмесячным пребыванием в Naughty Women последовало пребывание в панк-группе The Atoms, прежде чем его ударная установка была украдена из машины, и он переключился на бас. Затем Стрэдлин присоединился к хэви-метал-группе Shire, во время которой он взял ритм-гитару, чтобы помочь себе в написании песен.
В 1983 году Стрэдлин основал Hollywood Rose вместе со своим другом детства Экслом Роузом, который в прошлом году переехал в Лос-Анджелес. В январе 1984 года группа записала демо-версию из пяти песен с треками «Killing Time», «Anything Goes», «Rocker», «Shadow of Your Love» и «Reckless Life», которые были выпущены в 2004 году в составе сборника The Roots of Guns N' Roses. Группа распалась в августе, после чего Стрэдлин ненадолго присоединился к завсегдатаям Sunset Strip группе London. Он также сформировал группу «Stalin». В декабре он воссоединился с Hollywood Rose.

### 1985—1991: Guns N' Roses
В марте 1985 года Стрэдлин основал Guns N' Roses вместе с Экслом Роузом и членами L. A. Guns, Tracii Guns, Ole Beich и Робом Гарднером в качестве одолжения менеджеру L. A. Guns Разу Кью, который ранее заказал выступление в The Troubadour. К июню состав группы состоял из Роуза, гитариста Слэша, ритм-гитариста Стрэдлина, басиста Даффа Маккагана и барабанщика Стивена Адлера. Они играли в ночных клубах, и постепенно открывались для более крупных выступлений в 1985 и 1986 годах. В этот период группа написала большую часть своего классического материала, и Стрэдлин зарекомендовал себя как ключевой автор песен.
В июле 1987 года Guns N' Roses выпустили свой дебютный альбом Appetite for Destruction, который на сегодняшний день разошелся тиражом более 28 миллионов копий по всему миру, включая 18 миллионов только в Соединенных Штатах. Стрэдлин написал большинство своих песен, включая хиты «Sweet Child o' Mine» и «Paradise City». Он также написал хит «Patience» на последующем альбоме G N' R Lies, выпущенном в ноябре 1988 года тиражом в пять миллионов копий в США, несмотря на то, что содержал всего восемь треков, четыре из которых были включены в ранее выпущенный мини-альбом «Live ?!*@ Like a Suicide».
По мере того как их успех рос, росла и напряженность внутри группы. В 1989 году, открываясь для The Rolling Stones, Роуз пригрозил покинуть группу, если Стрэдлин, Слэш и Адлер не прекратят «танцевать с мистером Браунстоуном», ссылаясь на их одноимённую песню о героине. После того, как его приговорили к годичному испытательному сроку за публичное мочеиспускание на борту самолёта (после чего группа прозвала его «Свистящим»), Стрэдлин решил достичь трезвости; он вернулся в дом своей матери в Индиане, где прошел детоксикацию от наркотиков и алкоголя. В сентябре 1991 года Guns N' Roses выпустили долгожданные альбомы Use Your Illusion I и Use Your Illusion II, которые дебютировали на № 2 и № 1 соответственно в американском чарте. Стрэдлин написал хиты «Don’t Cry» и «You Could Be Mine», а также исполнил ведущий вокал на «Dust N' Bones», «You Ain’t the First», «Double Talkin' Jive» и «14 Years». Как и в случае с их предыдущими записями, его предпочтительной гитарой во время записи был Gibson ES-175.
К выпуску альбомов Use Your Illusion Стрэдлин стал недоволен жизнью в Guns N' Roses: «Как только я бросил наркотики, я не мог не оглядываться вокруг и спрашивать себя: „ Это все, что есть?“ Я просто устал от этого; мне нужно было выйти». 7 ноября 1991 года было объявлено, что он покинул Guns N' Roses, сыграв свое последнее шоу в качестве официального участника 31 августа на стадионе Уэмбли.
Позже Стрэдлин сказал: «Мне не нравились осложнения, которые стали такой частью повседневной жизни в Guns N' Roses», приводя в качестве примеров беспорядки в Риверпорте и хроническое опоздание Эксла Роуза и поведение фронтмена в туре Use Your Illusion Tour. Он также возражал против контракта, с которым его представили: "Это прямо перед моим уходом — понижение меня в должности до какой-то более низкой должности. Они собирались урезать мой процент гонораров. Я подумал: «Пошел ты! Я там с первого дня. Зачем мне это делать? Пошел к черту, я пойду играть в 'Whisky'.Вот что получилось. Это было совершенно безумно».

Стрэдлин добавил, что трезвость сыграла свою роль в его решении уйти, сказав: 
«Когда ты облажался, ты с большей вероятностью смиришься с тем, с чем обычно не смирился бы».

### 1992—1994: Ju Ju Hounds и возвращение в Guns N' Roses
После ухода из Guns N' Roses Стрэдлин вернулся в свой родной город Лафайет, штат Индиана, где начал работать над новым материалом. Он сформировал группу Izzy Stradlin and the Ju Ju Hounds, которая состояла из Стрэдлина на вокале и ритм-гитаре, Рика Ричардса из Georgia Satellites на соло-гитаре, Джимми Эшхерста из Broken Homes на басу и Чарли Кинтаны на барабанах. Их одноимённый дебютный альбом был выпущен в октябре 1992 года с положительными отзывами. Rolling Stone назвал его «рваным, пропитанным блюзом и полностью победившим сольным дебютом». Ju Ju Hounds отыграли свое первое шоу в сентябре в The Avalon в Чикаго, прежде чем отправиться в турне по Европе, Австралии и Северной Америке.
В мае 1993 года Стрэдлин воссоединился с Guns N' Roses для пяти концертов в Европе и на Ближнем Востоке, чтобы заменить своего преемника, Гилби Кларка, который сломал запястье в аварии на мотоцикле. После того, как Стрэдлин вернулся в Ju Ju Hounds, Эксл Роуз посвятил ему написанный Стрэдлином «Double Talkin' Jive» во время нескольких концертов. В сентябре Ju Ju Hounds отправились в турне по Японии, где группа отыграла свое последнее шоу в публичном зале Сибуя в Токио. Затем Стрэдлин взял отпуск от музыки, во время которого он много путешествовал и посвящал большую часть своего времени другой своей страсти — автогонки, даже началось строительство трассы рядом с его домом в Индиане.

### 1995—2002: Сольная карьера и Velvet Revolver

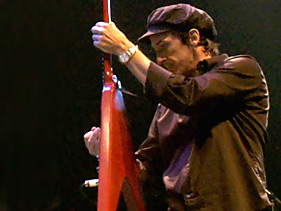
Стрэдлин на концерте 2006 года

В 1995 году Стрэдлин начал записывать материал для своего второго сольного альбома «117°». Выпущенный в марте 1998 года, альбом был записан отрывами в течение двух лет и включал в себя песни его бывших коллег по группе Даффа Маккагана и Рика Ричардса, а также бывшего барабанщика преподобного Хортона Хита Таза Бентли, чьей работой Стрэдлин восхищался. Как и прежде, Стрэдлин мало интересовался продвижением своей музыки; он давал мало интервью и не играл никаких живых выступлений. Этот альбом оказался его последним релизом на его давнем лейбле Geffen; В результате слияния Geffen и Interscope, Stradlin был исключен из списка лейбла.
В декабре 1999 года третий сольный альбом Стрэдлина «Ride On» был выпущен на лейбле Universal Victor в Японии. Он имел тот же состав, что и его предыдущий релиз. Чтобы продвинуть альбом, Стрэдлин вместе с Маккаганом, Ричардсом и Бентли дал четыре концерта в Японии в апреле 2000 года. С добавлением клавишника Иэна Маклагана группа записала ещё два альбома: River, который был выпущен в мае 2001 года на Sanctuary, и второй японский релиз On Down the Road, который последовал в августе 2002 года на JVC Victor.
Затем его бывшие коллеги по группе Guns N' Roses — Дафф Маккаган, Слэш и Мэтт Сорум пригласили Стрэдлина присоединиться к группе Velvet Revolver. Хотя он внес свой вклад в процесс написания песен, пока группа находилась на стадии становления, Стрэдлин в конечном счете отказался присоединиться из-за своего отвращения к жизни в дороге и нежелания работать с солистом, хотя и предложил разделить вокальные обязанности с Маккаганом.

### 2003—2010: Независимая сольная карьера и второе возвращение в Guns N' Roses
В 2003 году Стрэдлин записал свой шестой студийный альбом «Like a Dog» с гитаристом Риком Ричардсом, барабанщиком Тэзом Бентли и басистом Джей ТИ Лонгорией. Первоначально релиз был запланирован на конец 2003 года, и было выпущено чуть менее тысячи промо-копий. Однако альбом был выпущен только в октябре 2005 года, когда Стрэдлин по просьбе фанатов сделал его доступным через интернет-заказ. В следующем году Стрэдлин переиздал Ride On, River, On Down the Road и Like a Dog через iTunes.

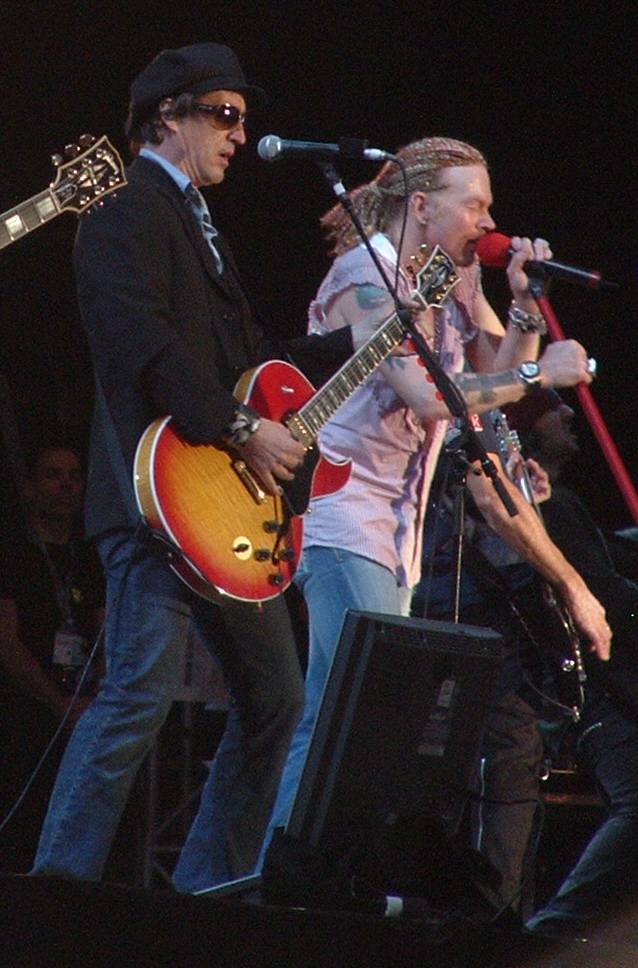
Стрэдлин и Эксл Роуз на Download Festival 2006 года

В мае 2006 года, через тринадцать лет после своего последнего выступления с Guns N' Roses, Стрэдлин появился в качестве гостя на концерте группы в Hammerstein Ballroom в Нью-Йорке; он сыграл песни «Patience», «Think About You» и «Nightrain». Затем он выступил с Guns N' Roses на 13 концертах во время летнего европейского турне группы. Стрэдлин сказал: «Эксл [Роуз] и я связались по мобильному телефону в этом году, я зашел. Было приятно снова встретиться со старым другом/военным приятелем/коллегой-музыкантом. Позже я сказал ему, что хотел бы каким-то образом присоединиться к веселью, и он сказал, что я могу прийти и сыграть что-нибудь, что я и сделал! Мне потребовалось около трех недель, чтобы оправиться от шести недель гастролей!» В декабре он сыграл три концерта с группой в амфитеатре Гибсона в Юниверсал-Сити, штат Калифорния.
Стрэдлин выпустил свой седьмой альбом Miami через iTunes в мае 2007 года. В нём снова приняли участие Рик Ричардс, Таз Бентли и Джей Ти Лонгория, а также клавишник Джоуи Хаффман. Гитарист Ричардс описал альбом как «немного отход от Like a Dog, но все же довольно по року». В июле ремикс-версия Miami была выпущена через iTunes. Стрэдлин назвал новый микс «гораздо более громким и мощным звучанием». В ноябре того же года он выпустил второй альбом только для iTunes, Fire, акустический альбом, в котором также участвовали Ричардс, Бентли и Лонгория.
Следующий релиз Стрэдлина на iTunes, Concrete, вышел в июле 2008 года. В дополнение к своим постоянным коллегам Стрэдлин также пригласил Даффа Маккагана сыграть на басу в трех песнях, включая заглавный трек. Затем Стрэдлин выпустил ещё два альбома через iTunes: Smoke, который вышел в декабре 2009 года, и Wave of Heat, который последовал в июле 2010 года и снова включил Маккагана, который появляется на семи треках. Также в 2010 году Стрэдлин появился в качестве гостя на первом сольном альбоме Слэша — он исполняет ритм-гитару на первом треке «Ghost».

### 2011—сейчас: Hall of Fame и третье возвращение в Guns N' Roses
В апреле 2012 года Стрэдлин был включен в Зал Славы Рок-н-ролла в качестве члена классического состава Guns N' Roses. В заявлении, распространенном через блог Дафф Маккаган за неделю до Сиэтле, он поблагодарил "за признание нашей работы на протяжении многих лет, " на своих бывших коллег, и своих поклонников за их постоянную поддержку.Как известно, чтобы избежать внимания общественности, Стрэдлин не присутствовал на церемонии индукции.
В течение месяца после вступления Стрэдлин присоединился к Guns N' Roses на сцене во время двух концертов в лондонской O2 Arena, где они исполнили ряд песен, включая «14 Years», которые не исполнялись вживую с момента его ухода в 1991 году. Он также выступал с Guns N' Roses в июле, на частном шоу в Сен-Тропе и концерте в Пальма-де-Майорке, а также снова в ноябре, во время последних двух концертов двенадцатидневной резиденции группы «Appetite of Democracy» в Лас-Вегасе. Также в ноябре, Стрэдлин выпустил сингл только для iTunes «Baby-Rann» — свой первый релиз более чем за два года; сопроводительное видео было доступно через YouTube.
Среди слухов и спекуляций Стрэдлин присоединился к Twitter и подтвердил в заявлении Rolling Stone, что он не будет участвовать в «воссоединенном» составе Guns N 'Roses в 2016 году. Позже он заявил, что отказался, потому что группа «не хотела делить добычу поровну». В 2018 году Алан Нивен сообщил, что Стрэдлин участвовал в саундчеке с Guns N' Roses в 2017 году, но в конечном счете ушел, прежде чем принять участие в шоу.
Стрэдлин выпустил множество синглов в 2016 году, предварительно скинув сниппеты песен через свой Твиттер-аккаунт и через YouTube-канал «classicrockstuffs». «Sunshine» Джонатана Эдвардса и «Stuck in the Middle with You» от Stealers Wheel стали акустическими видео, доступными через YouTube, в то время как «Walk N 'Song», «F. P. Money» (с участием бывшего барабанщика Guns N’Roses Мэтта Сорума), «To Being Alive» и кавер-версия песни J. J. Cale «Call Me the Breeze» с участием Джесси Эйкока и Лорен Барт были выпущены в интернет-музыкальных магазинах.

## Скандалы
В 1989 году в ходе гастролей Guns N’Roses Стредлин в ответ на просьбу стюардессы потушить сигарету помочился в салоне самолёта, за что был оштрафован на 2 000$ и впоследствии был приговорён к принудительному лечению в реабилитационном центре для алкоголиков.

## Дискография
- 1992 — Izzy Stradlin & the Ju Ju Hounds (Geffen)
- 1993 — Izzy Stradlin & the Ju Ju Hounds Live (Geffen)
- 1998 — 117° (Geffen)
- 1999 — Ride On (Geffen)
- 2001 — River (Sanctuary)
- 2002 — On Down the Road (JVC — Victor)
- 2003 — Like a Dog (только в интернете)
- 2007 — Miami (интернет)
- 2007 — Fire, the acoustic album (интернет)
- 2008 — Concrete (интернет)
- 2009 — Smoke (интернет)

### В составе Guns N’ Roses
| название                 | дата | лейбл       |
| ------------------------ | ---- | ----------- |
| Live ?!*@ Like a Suicide | 1986 | UZI Suicide |
| Appetite for Destruction | 1987 | Geffen      |
| Live from the Jungle     | 1987 | Geffen      |
| G N’ R Lies              | 1988 | Geffen      |
| Use Your Illusion I      | 1991 | Geffen      |
| Use Your Illusion II     | 1991 | Geffen      |
| Use Your Illusion        | 1998 | Geffen      |
| Live Era: '87-'93        | 1999 | Geffen      |
| Greatest Hits            | 2004 | Geffen      |